# Introducing the Hardline According to Terence Trent D'Arby
Introducing the Hardline According to Terence Trent D'Arby är den amerikanske sångaren Terence Trent D'Arbys debutalbum, släppt i juli 1987. Albumet nådde första plats på UK Albums Chart och femte plats på Sverigetopplistan.

## Låtlista
Alla låtar är komponerade av Terence Trent D'Arby, där intet annat anges.
1. "If You All Get to Heaven" – 5:17
2. "If You Let Me Stay" – 3:14
3. "Wishing Well" (D'Arby, Sean Oliver) – 3:30
4. "I'll Never Turn My Back on You (Father's Words)" – 3:37
5. "Dance Little Sister" – 3:55
6. "Seven More Days" – 4:32
7. "Let's Go Forward" – 5:32
8. "Rain" – 2:58
9. "Sign Your Name" – 4:37
10. "As Yet Untitled" – 5:33
11. "Who's Lovin' You" (William "Smokey" Robinson) – 4:24